# Kiáltosy Antal
Kiáltosy Antal (családi neve Schreier, ?, 1775 körül – Buda, 1831. augusztus 18.) főgimnáziumi tanár.

## Élete
Budai származású. Bölcsészettudományokat majd jogot hallgatott, és 24 éves korában a tanári pályára lépett. Előbb a váci grammatikai osztályban tanított, 1808 elején a budai főgimnáziumba nevezték ki a magyar nyelv és irodalom tanárának. Gömör vármegyei táblabiró is volt. 1831. augusztus 18-án, 56 éves korában halt meg Budán.

## Munkái
1. Epicedium in mortem dni Georgii Pisch. Budae, 1812. (Költemény.)
2. Carmen Martino Georgio Kovachich Senquicziensi evoluto triennio e diplomatico literaria peregrinatione reduci. Oblatum pro onomasi. Uo. 1812.
3. Ode magn. dno Andreae Pfisterer dum is in actualem ad exc. consilium l. r. h. consiliarium denominatus pro capessendo munere 5. calend. Augusti 1818. introduceretur. Uo.
4. Epithalamium dno Antonio Maithényi de Kesseleő Keő i. comitatis Honthensis ord. notario etc. dum is domicellam Joannam Ambrozy de Séden, in vitae sibi sociam iungeret. Nuncupatum a veterano eius mentore. Uo. 1819. (Költemény).
5. Lessus gratae memoriae dni Jacobi Pethő, de Kis-Görzöny, Pestini VII. iduum Martii 1819. fatis functi. Uo. (Költemény).
6. Ode honoribus exc. ac ill. dni Ignatii l. B. Eötvös Vásáros Namény, dum is e solenni sua supremum in comitem provinciae de Aba-Ujvár installatione salvus sospesque Budam reverteretur pie devoteque dicata. Uo. 1820.
7. Ode honoribus rev. dni Antonii Korbéli, abbatis B. M. V. de Illda etc. dum is actualem cathedr. ecclesiae Magno-Varadiensis canonicum denominaretur nuncupata a regio archi-gymnasio Budensi. Uo. 1820.
8. One honoribus cels. ac rev. dni principis Alexandri Rudnay metrop. ecclesiae Strigoniensis archiepiscopus ... dum pro capessendo munere ad exc. consilium reg. introduceretur. a reg. archi gymnasio Budensi dicata. Uo. 1820.
9. Lessus gratae memoriae dni Michaelis Aloysii Trenka. Uo. 1822.
10. Ode honoribus rev. dni Antonii Korbéli, dum is sui jubilaeum sacerdotii manuducente cels. principe et regni primate Alexandro de Rudna ... VI. iduum Sept. anno 1824. veges perageret. Nuncupata a regio archi-gymnasio Budensi. Uo.
11. Ode seren. caes. Hungariae et Bohemiae regio haered. principi et archi-duci Austriae Josepho regni Hungariae palatino dum caes. reg. princeps Alexander pretiosum amoris pignus die VI. Junii 1825. primam lucem conspiceret. Pie devoteque dicata a regio archi-gymnasio Budensi. Uo.
12. Ode clar. viro Francisco lux, dum is a Sua Majestate post exantlatas XLII. annorum officii curas aureo numismate condecoraretur a litteraria regii archi-gymnasii Budensis juventute dicata. Uo. 1826.
13. Lessus perenni memoriae clar. viri Ignatii Várion de Mumok, Budae V. calend. Februarii 1827. 63. aetatis anno tatis functi, oblatus, ab alumnis II. humanit. scholae reg. archi-gymnasii Budensis. Uo. (Költemény).
14. Ode honoribus rev. dni Josephi Viszhoffer, dum is a Sua Majestate sacrat. in abbatem de Monte S. Mariae clementer denominaretur a regio archi-gymnasio Budensi oblata.
15. Ode seren. caes. Hungriae et Bohemiae regio haeredit. principi et archi duci Austriae Josepho regni Hungariae palatino et locumtenenti regio, dum regia scient. universitas hungarica instaurationis suae a diva Maria Theresia susceptae solennia semisecularia celebraret, a regio archi gymnasio Budensi pie devoteque dicata. Budae, 1830.

Kéziratban a budapesti egyetem könyvtárában: Eucharisticon gremiale ad exc. consilium r. locumt. Hung. studiorum commissioni pie devoteque oblatum, év n.